# Marc Seguin
Marc François Seguin, aláírásaiban Seguin Aîné (Annonay, 1786. április 20. – Annonay, 1875. február 24.) francia tudós, feltaláló, mérnök és vállalkozó.
Joseph-Michel Montgolfier unokaöccse és tanítványa volt. Négy testvérével a Cance folyó felett 1822-ben kísérletképpen megépített egy 18 méter hosszú gyaloghidat, mely a világ első drótköteles függőhídja volt, majd 1825-ben e modell alapján Tournon-sur-Rhône és Tain-l’Hermitage között megalkotta a kontinentális Európa első nagy kábeles függőhídját.

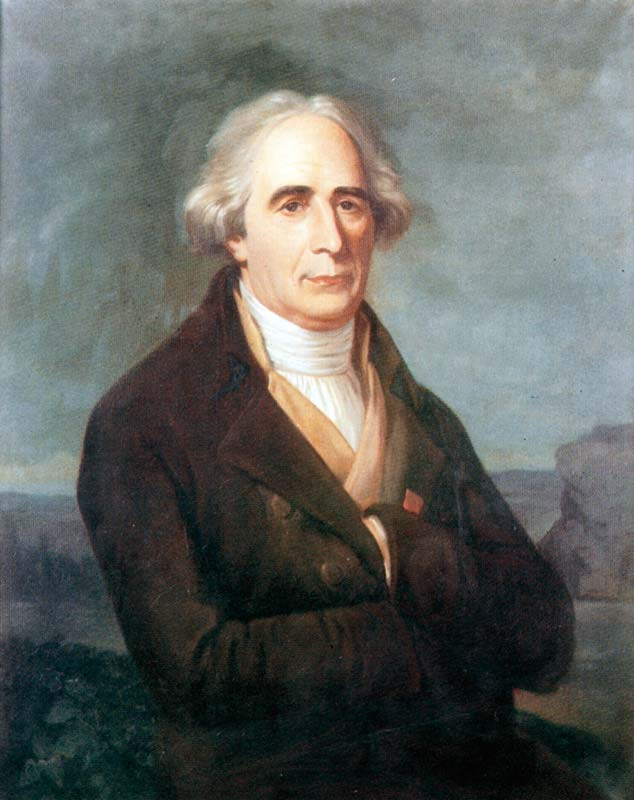
Joseph de Montgolfier

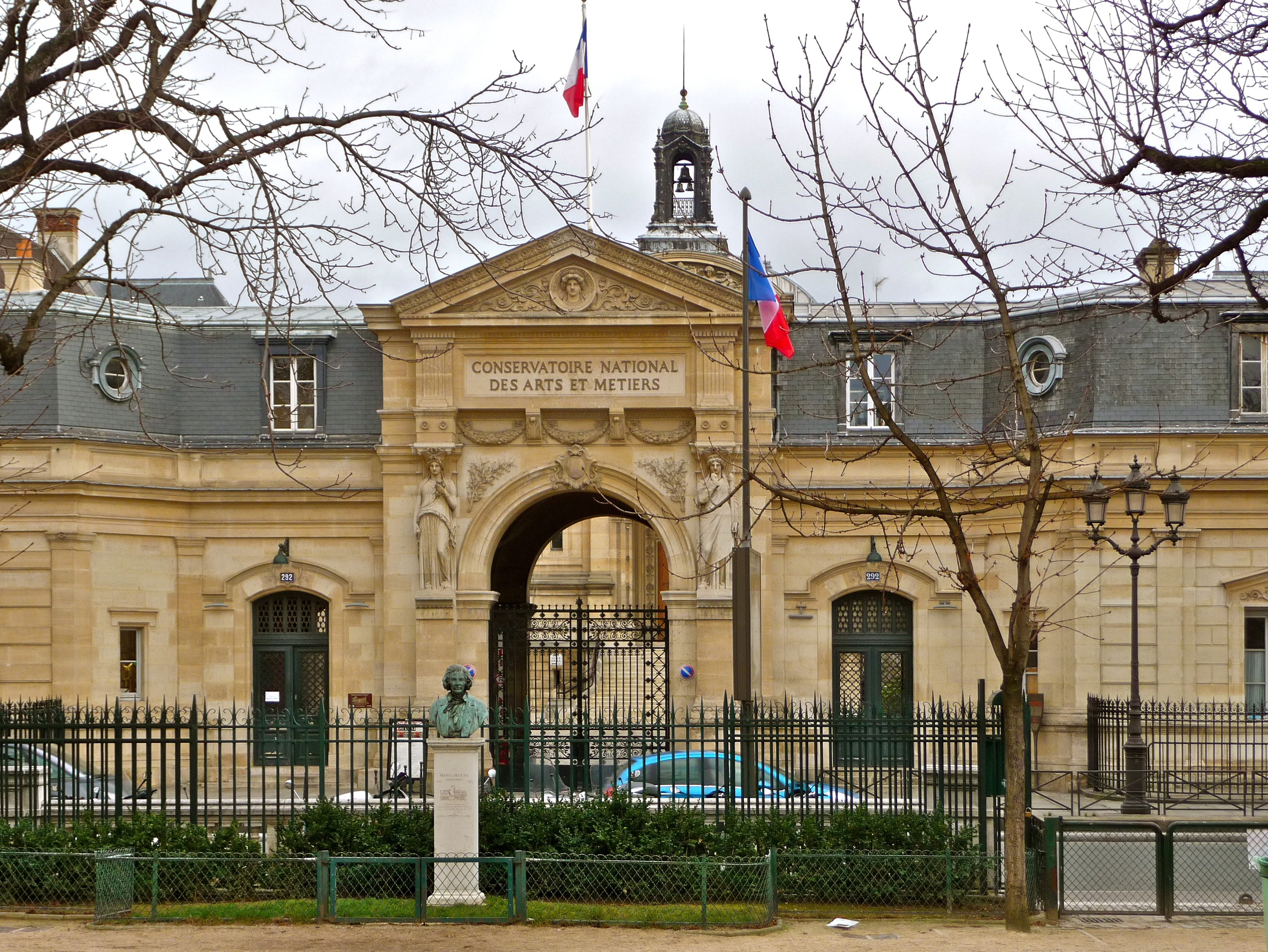
Conservatoire National des Arts et Métiers

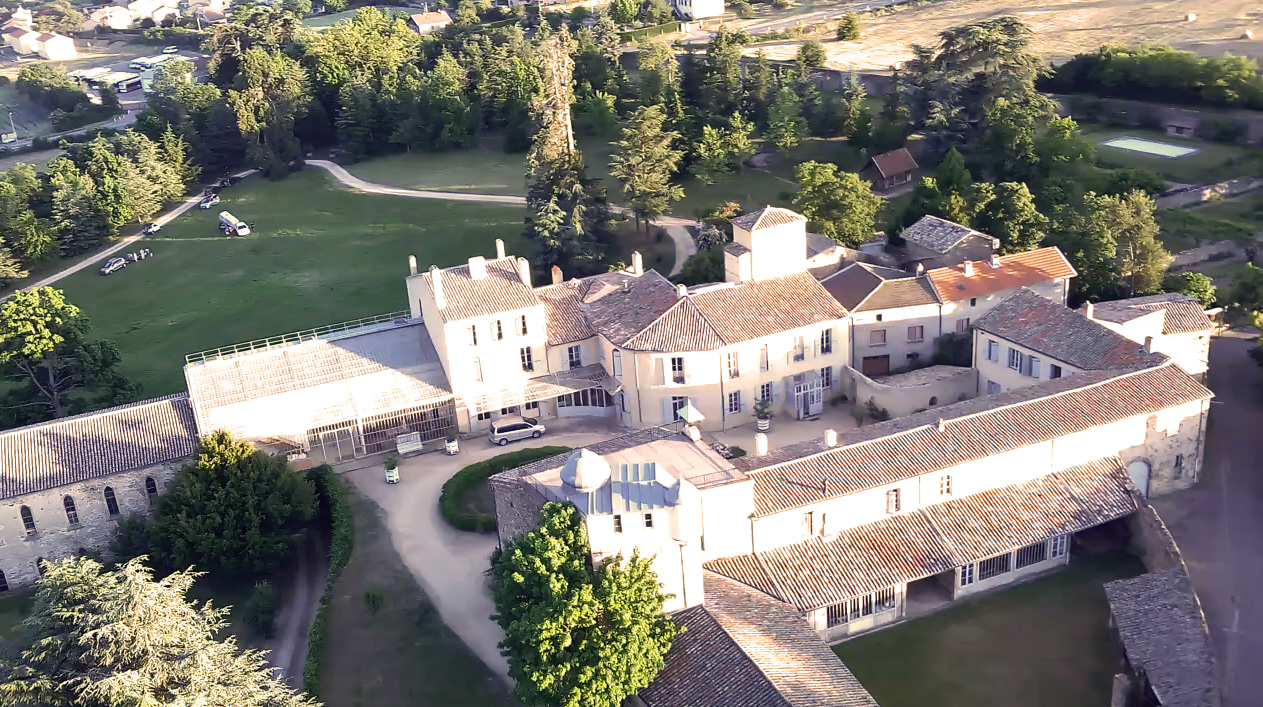
Varagnes madártávlati képe

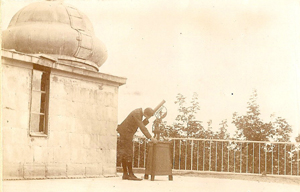
A varagne-i csillagvizsgáló

1827-ben szabadalmaztatta a Rhône folyón közlekedő gőzhajókhoz tervezett füstcsöves csőkazánt, majd két évvel később ezt a találmányt a gőzmozdonyokra is alkalmazta. Marc Seguin olyan kétjáratú kazánt fejlesztett ki, amelynek második járatát több csőből álló köteg alkotta, így a fűtőfelületeket megsokszorozta azáltal, hogy az égetésből származó forró levegőt a kazán vizébe merített csövek sorozatán keresztülvezette, s így a lokomotívoknál a kezdeti 4–6 km/h-s sebességet 40 kilométer/órásra tudta növelni. Seguin két függőleges gőzhengerrel működő, kéttengelyű mozdonyainak különös formát adott a szerkocsira szerelt, ventilátoros fújtató, melyet bőrtömlő kapcsolt össze a tűztérrel, növelve a tüzelés hatásfokát. A Seguin mozdony 1829. október 1-jén, néhány nappal George Stephenson Rocketje előtt tette meg első útját. A Saint-Étienne és Lyon közötti vasútvonalon közlekedett, amelyre 1827-ben Seguin és testvérei kaptak koncessziót, és amely 1832-től Franciaországban az első gőzmozdonyos vontatással működő vasútvonal volt, s melyet egyszerre nyitottak meg az áru- és személyszállítás számára.
Számos tudományos publikáció szerzője volt, műveit Seguin Aîné formában írta alá. 1845-ben a Francia Természettudományi Akadémia (Académie des sciences) mechanikai szekciójának levelező tagjává választották.
Kétszer nősült, és tizenkilenc gyermeke született. Marc Seguin humanista, emberbarát és szülővárosának jótevője, egyike annak a 72 tudósnak, akinek a neve fel van írva az Eiffel-toronyra.

## Életrajza
A Languedoc tartománybeli Annonay-ban Marc François Seguin (1757–1832) és Augustine Thérèse de Montgolfier (1768–1843) 1782. november 10-én kelt házasságából született. A nyolcgyermekes család második szülötte, s a hat fiú közül ő volt a legidősebb. (Nővére és 1790-ben született öccse hamar elhunytak, így öten voltak fiúk és egy – a legkisebb – leány húga érte meg a felnőttkort.)
Az egyiptomi Alexandriából származó Seguin család francia földre településekor izraelita vallású volt. A családból az első Antoine volt, aki a 16. század vége felé Franciaországba jött és Dauphinéban telepedett le. Leszármazottai közül az egyik ág Tain-l’Hermitage-ban, egy másik Avignonban és Montpellier-ben, egy harmadik pedig Annonay-ban vert gyökeret. Seguin Marc (1720–1804) itt kezdte meg szövetkereskedő vállalkozását és feleségül vette Marie-Anne Peyron-t (1735–1860). A Seguin család őt tartotta ősének.
Anyai ágon a Montgolfier család Vidalon-lès-Annonay (ma Davézieux része) falu szélén telepedett le, és a 17. században papírmalmot alapított, mely 1784-ben elnyerte a „Manufacture Royale” címet, s ez termékeiknek szabadalmi biztonságot nyújtott a versennyel szemben. 1783-ban XVI. Lajos nemesi rangra emelte az egész családot minden ágával egyetemben (így Joseph és Étienne Montgolfier, a hőlégballont feltaláló Montgolfier fivérek is e rangemeléskor nyertek nemességet).
Apja royalista volt, így csak óvintézkedésekkel tudott a forradalom alatti gyanúsításoktól megmenekülni. A császárság idején bírónak nevezték ki az annonay-i kereskedelmi bíróságra, amelynek 1817-től az elnöki székét is betöltötte.
A forradalmi időszakban a szervezett oktatás híján az édesanya tanította legidősebb fiát írni és olvasni. Ezután a család elküldte őt a hegyekbe, Talencieux-be, Gros-hoz, egy ott meghúzódó domonkos rendi perjelhez, aki a titokban ellátott plébánosi feladatok mellett szerény körülmények között oktatott néhány tanítványt. Apja 1799-ben, a 13 éves fiút a Picpus-kongregáció egykori párizsi zárdájában Leroux által frissen alapított internátusba küldte továbbtanulni. Itt nem érezte jól magát, a társai kiközösítették az okcitán vivaroalpenc dialektusát beszélő, vallásos, vidékies öltözetű fiatalembert. Ezt ellensúlyozta az a tény, hogy kiváló tanuló volt, s hogy anyai nagybátyját, Joseph de Montgolfier-t Ampère-rel együtt ekkor nevezték ki a Conservatoire national des arts et métiers demonstrátorává, aki elmélyítette Marc Seguin műszaki és természettudományos ismereteit annak sűrű laboratóriumi látogatásai során.
Marc Seguin 1805-ben szülőföldjére visszatérve az apja által alapított Seguin és Társai (Seguin et Compagnie) vállalat.textilgyárában és szövetkereskedésében kezdett dolgozni, és idejét Annonay és Párizs között osztotta meg. Az apja szorgalmazására elvállalt állás nehéz volt, télen-nyáron, hóban-sárban Vivarais és Velay hegyeiben lovon közlekedve utazott, tárgyalt, hogy újabb ügyfeleket szerezzen. Útközben ritka szabadidejét a magával vitt tudományos művek olvasásával töltötte.
Ahogy a Seguin fivérek befejezték tanulmányaikat (Párizsban, Tournonban vagy Annonay-ben) és Marc Seguin legfiatalabb testvére is visszatért, mind az öten sorban a szövetgyárban helyezkedtek el, mely eleinte főként a kereskedelemre épült, de fokozatosan egyre kiterjedtebb kutatásokra késztette a testvéreket. Az értékesítés visszaesésének ellensúlyozására a Seguin testvérek 1820 körül meggyőzték apjukat, hogy hozzon létre egy, a papírgyártáshoz szükséges nemezgyárat a Cance partján, az Annonay várostól nyugatra fekvő Saint-Marc nevű helységben.
1813. szeptember 1-jén (27 éves korában) Marc Seguin Annonay-ben feleségül vette a város egyik tekintélyes polgárának lányát, a nála 8 évvel fiatalabb Rose Augustine Duret-t, első unokatestvérét, aki 1794. augusztus 24-én született Annonay-ben. 1836. június 2-án első felesége, 41 évesen, két nappal tizenharmadik gyermeke, Mathilde születése után meghalt. Marc Seguin 1838. március 18-án Marmagne-ban újraházasodott. A 19 éves, 1819. március 24-én Annonay-ben született Marie Augustine de Montgolfier-t, unokahúgát vette el, aki még hat gyermekkel ajándékozta meg.
Második apósától, Elie-Louis de Montgolfier-től, aki a francia forradalomban kisajátított egykori Fontenay apátságnak és a környező nagy erdőterületnek 1820 óta birtokosa volt, s 30 évig papírgyárat működtetett itt, megvásárolta az egész birtokot, felújította és kibővítette a gyárakat és a gazdasági épületeket. „Végül pedig összegyűjtötte a vejeit és menyeit, sógorait és sógornőit, gyermekeit és unokáit, akik olyan sokan voltak, hogy soha nem ültek huszonötnél kevesebben az asztalnál.”  Az egyre szaporodó vasúti társaságok, építészvállalkozások közötti rivalizálást, az őt ért rágalmakat megunva ide, Burgundiába húzódott vissza, és tudományos kérdésekkel foglalkozott, publikált.
Teljesült az egyetlen dolog, amire szívéből vágyott: 1845. június 26-án a Francia Akadémia levelező tagjává választotta. 19 évig itt élt, majd a honvágy visszavonzotta szülőföldjére, elhagyta a hűvös északi tájat és végleg visszatért Annonayba (1859).
Megvásárolta 1858-ban Mathieu Louis Pierre Duret-től, első apósától és második felesége anyai nagyapjától az Annonay kapujában lévő Varagnes d'en Haut nevű régi családi birtokot. Marc Seguin saját elképzelése szerint rendezte be birtokát; voltak fizikai és kémiai laboratóriumok, figyelemre méltó könyvtár, festészeti és szobrászati műhelyek, csillagvizsgáló, istálló, ahol gőzgéppel és repüléssel kapcsolatos kísérleteit végezte stb. Továbbra is részt vett a tudományos életben, a Cosmos című hetilapban, melynek 1852-es alapítása óta állandó szerzője volt, folyamatosan ismertette nézeteit a tudomány őt érdeklő aspektusairól.
1861-ben megmentette a csődtől a Canson papírgyárat Vidalon-lès-Annonay-ben  – amely anyja és két felesége felmenőinek tulajdonában volt –, azáltal, hogy megvásárolta és egyik vejére bízta az irányítást.
Marc Seguin filantróp és jótékonykodó ember volt, szülőföldjének is jótevője lett, így a varagnes-i Szent József házak, a Szegények Kis Nővérei, a Pré-Matré munkáslakótelep stb. is élvezték az ő támogatását.
A francia Becsületrend lovagjává 1836-ban, majd tisztjévé 1866. augusztus 13-án avatták.
Marc Seguin 1875. február 24-én halt meg mellkasi gyulladásban, tíz élő gyermekétől körülvéve, két hónappal 89. születésnapja előtt. Hatalmas és hálás tömeg kísérte az annonay-i temetőbe, ahol a családi sírboltban temették el.

## Újításai, vasútépítkezései (1822–1840)

### A függőhídak

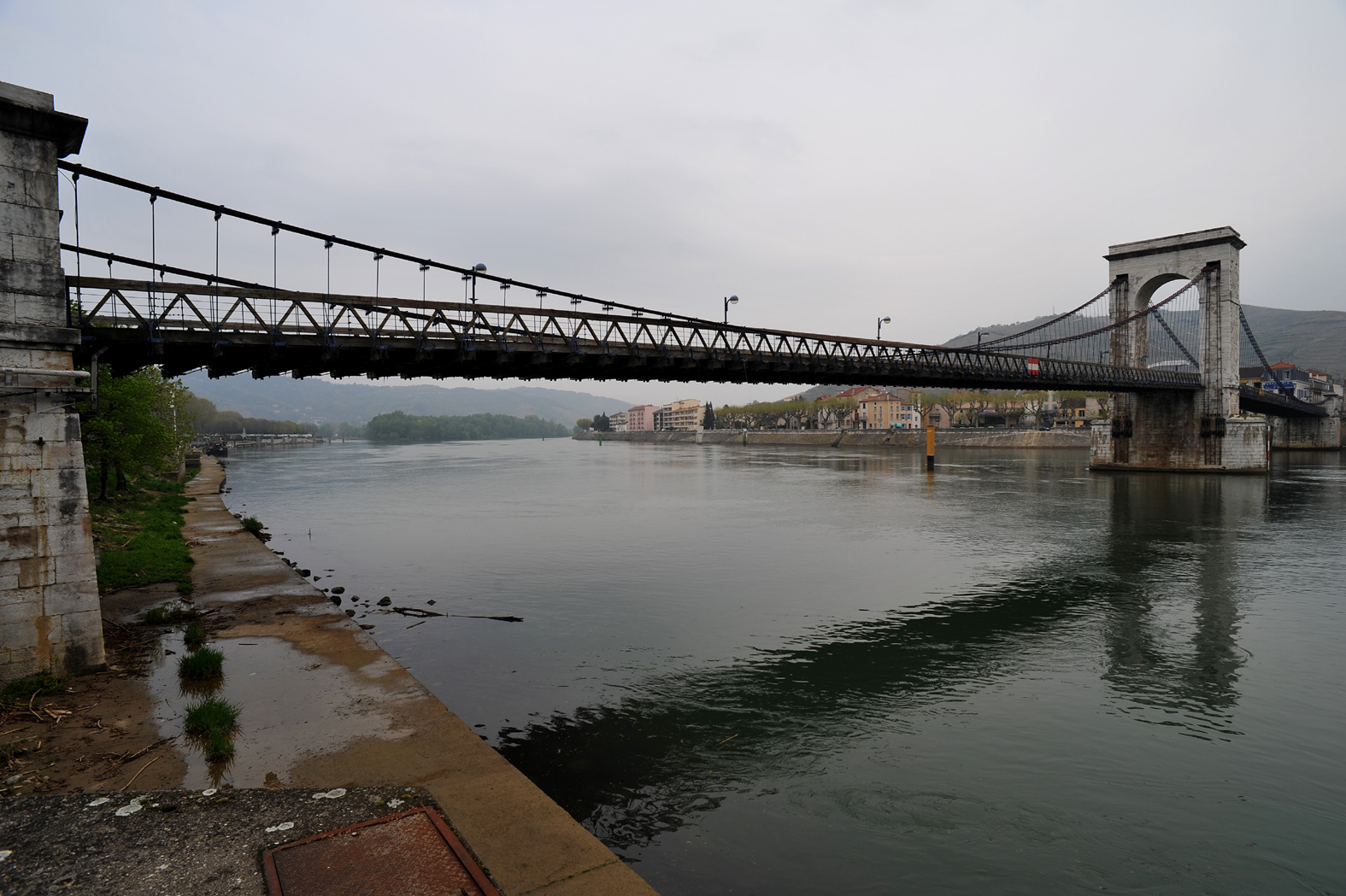
Az 1849-re felépült tournoni Marc-Seguin gyaloghíd (napjainkban)

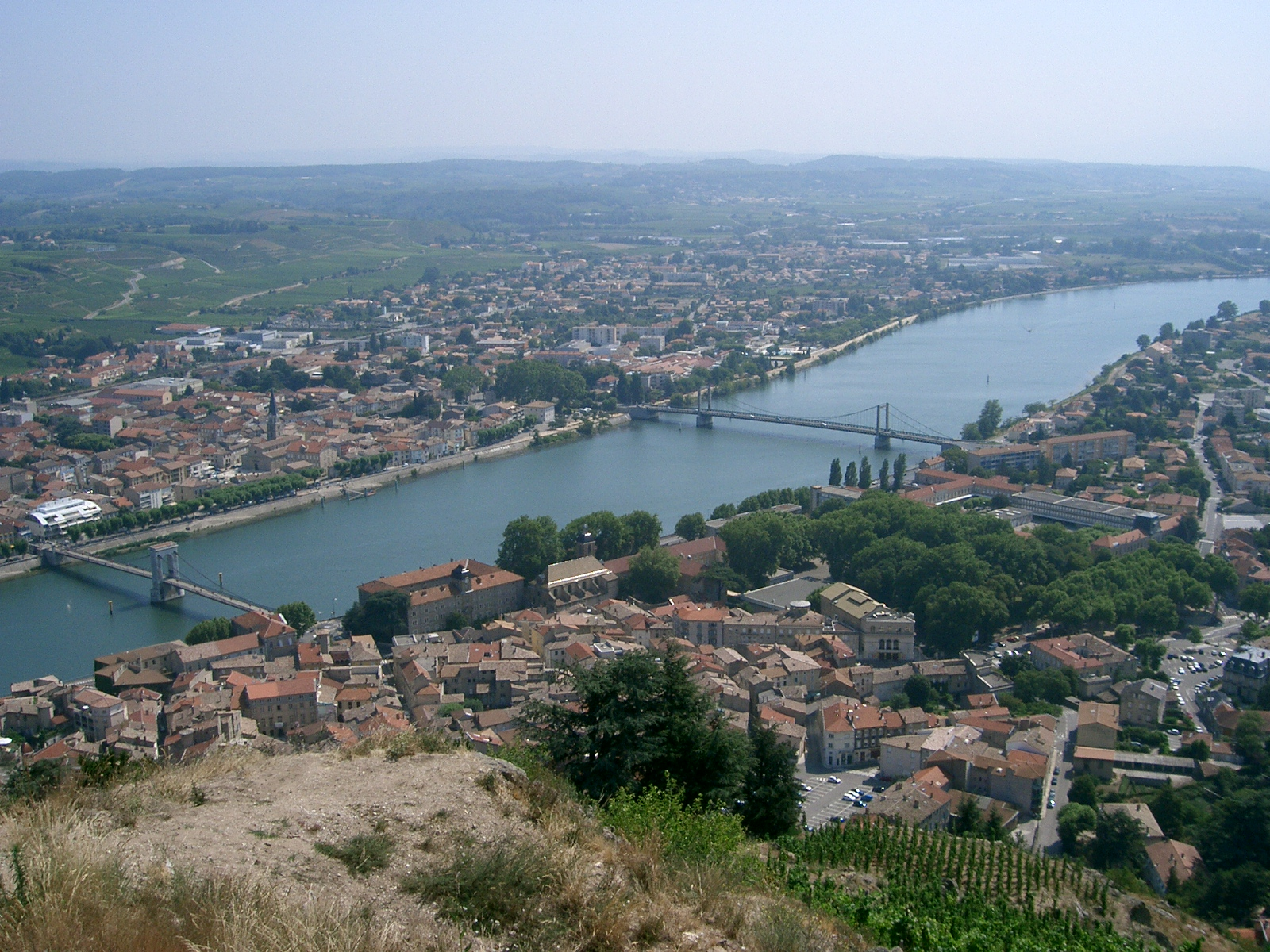
A tournoni Marc Seguin gyaloghíd, távolabb az 1958-ban felépült Gustave Toursier függőhíd madártávlati képe

Thomas Pope 1811-ben New York-ban kiadott, a hidakról szóló értekezését ismerve, és 1821-ben olvasva a Gazette nationale ou le Moniteur universel, napilapban De Cheppe ismertetését J. Cordier, Histoire de la navigation intérieure (1821) II. kötete „Navigation intérieure des États-Unie d'Amérique” fejezetéről és az amerikai gazdaságos hídépítésekről, döntötte el a kábeles függőhíd típusának építését, s 1822-ben a Saint-Marc gyárban kivitelezett egy 18 méter hosszú és 0,5 méter széles, vaskábelekkel ellátott gyalog függőhidat, amelyet a Cance folyó felett helyezett el, s amely tökéletesen ellenállt a különböző terheléseknek. A gyaloghíd alacsony ára minden bizonnyal erős érv volt számára, hogy folytassa vállalkozását.
1823 körül Saint-Vallier-ben újabb kísérletet végeztek. A Galaure folyó felett épített gyaloghíd a gyalogosok, lovasok és teherhordó állatok átkelésére szolgált, 30 méter hosszú, 1,65 m széles volt, és 5 méterrel a vízszint felett húzódott. Marc Seguin ebben az időben Guillaume Henri Dufour és Marc-Auguste Pictet tanácsadója is volt a genfi első fémkábeles függőhíd, a Saint-Antoine gyaloghíd építésében.
A kezdeti eredményeken felbuzdulva Marc Seguin már 1822. március 25-én engedélyt kért a prefektusi adminisztrációtól, hogy függőhidat építsen a Rhône felett Tournon-sur-Rhône és Tain-l’Hermitage között. A Conseil Général des Ponts et Chaussées mérnöke, Henri Navier azonban a lánchíd megoldást támogatta, így hosszas, elkeseredett viták után végül a Francia Természettudományi Akadémia döntött és adott kedvező véleményt a tervéről. A tervezet modelljét 1823. augusztus 25. és október 15. között a Louvre földszintjén rendezett ipari kiállításon is bemutatta.
A Seguin testvérek – Marc, Camille, Jules, Paul és Charles – királyi rendelet alapján a hidat saját költségükön építhették meg a 99 évre szólóan számukra adott, s „az e gyaloghídon létesítendő útdíj koncessziója ellenében”. Ez volt az első olyan közhasznú koncesszió, amelyet a kormány magáncégnek adott. Marc Seguin tapasztalatait Des ponts en fil de fer című munkájában 1824-ben, majd kibővítve 1826-ban tette közzé. A 85 m hosszú és 4,20 m széles, kétnyílású szerkezet mintegy másfél év alatt készült el: a terhelési próbákra 1825. augusztus 22-én került sor, a hidat pedig augusztus 25-én adták át a forgalomnak. Ez lett a kontinentális Európa első kábeles függőhídja.
A függőhidak elterjedtek, s csupán a Seguin testvérek körülbelül kilencvenet építettek belőlük.
A legrégebbi még használatban lévő függőhíd, amelyet 1827-ben épített a Marc Seguin cég, az Andance-híd. Az 1847-ben Tours-ban épült Saint-Symphorien híd, az 1849-ben, néhány száz méterre az első tournoni hídtól épült Marc-Seguin híd, valamint az 1847-ben épült Robinet-híd más néven Donzère-híd még mindig üzemel.

### A csöves kazán kialakítása és a gőzhajózás

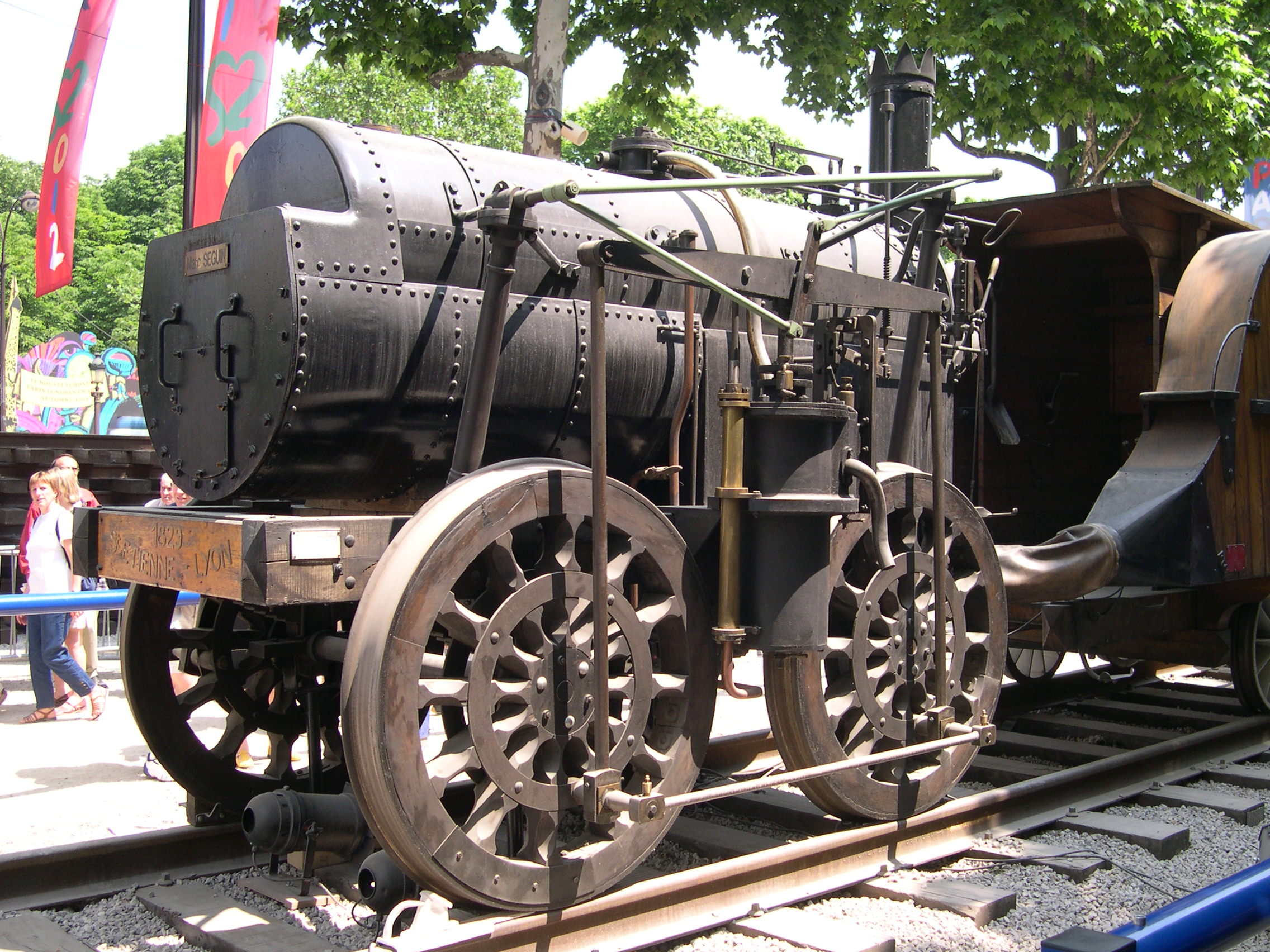
Locomotive Seguin

Az első franciaországi tanulmányok, amelyek a hajók gőzgépek segítségével történő meghajtására irányultak, Pierre-François de Montgolfier-nek, a híres Joseph fiának köszönhetőek. Az egymást követő kísérletek, amelyeket Montgolfier és Louis Henri Daniel d'Ayme a Szajnán próbáltak ki, döntőnek tűntek, és az annonay-iek egy csoportja kidolgozta Lyon és Arles között a lóvontatás helyettesítésére egy rendszeres „Rhône-járat” létrehozásának tervét. A megtett távolság 257 kilométer volt.
Az 1825-ben alapított „Société de halage sur le Rhône par la vapeur, à points fixes” társaságnak sok akadállyal kellett megküzdenie. Több hajójuk volt, köztük a Ville d'Annonay, amelyet az andance-i hajógyárban gyártottak. Egy másodikat, Le Voltigeur-t is elindítottak.
A hajók „lelkét”, az első két gőzgépet 1825 végén vásárolták Londonban a Taylor & Martineau cégtől. E kazánoknak a teljesítménye akkoriban nem volt elegendő. Ugyanígy az Andance-i hajógyárból kikerülő hajók üzembe helyezését számos tényező hátráltatta. Terveik szerint: A folyó 275 km-es szakaszán való felfelé haladáshoz egy hajó, a Remorqueur, hat-nyolc uszályt vontat, 800 méterenként elhelyezett rögzített oszlopokhoz rögzített kábelek segítségével húzza magát a vontatóút mentén, a fedélzeten elhelyezett gőzgép által biztosított energiával; egy második hajó, a Voltigeur, amely szintén gőzzel működik, a vontatókötelet húzza az egyik rögzített oszloptól a másikig. Valójában 1826 nyarán bocsátották vízre az Andance-ban épített hajókat. A felszerelésükre szánt gőzgépek ekkor érkeztek meg Londonból, de túl nehéznek és erőtlennek bizonyultak; a Voltigeur-t az örvénylő áramlatok miatt soha nem lehetett a tervek szerint használni; ami pedig a vontatóhajót illeti, amely lovak segítségével húzta fel a kábelét, soha nem jutott túl a Lyon és Givors közötti mintegy húsz kilométeres távolságon.
Megpecsételte a vállalkozás bukását a Rhône uszályosainak és vontatóinak állandó tiltakozása és akciói a megélhetésüket veszélyeztető újítás ellen, valamint az 1827. március 4-én Lyonban, a Guillotière-hídnál történt katasztrófa. (A Le Rhône gőzhajó, amelyet egy lyoni közlekedési vállalkozó, Gaillard Malézieux építtetett Angliában, a híd pillérének ütközött. A kazán, amelynek szelepeit meggondolatlanul túlterhelték, felrobbant; a hajó elsüllyedt, és huszonnyolc ember vesztette életét). E tragédiát követően a Rhône-on a gőzhajózást felfüggesztették.
Ezek a költséges és elhamarkodott kísérletek a vállalat 1828 novemberében bekövetkezett felszámolásához vezettek, de ez a szerencsétlen tapasztalat késztette Marc Seguint a csőkazán megalkotására, tapasztalva a hajóit ellátó angol kazánok alacsony hatásfokát. Egy átalakított háromkazános gőzhajója korábban többször is közlekedett Vienne és Lyon között.
1827. december 12-én kért szabadalmat a csőkazánra, amelyet 1828. február 22-én meg is kapott, de tudatosan a második éves díj megfizetését elmulasztotta, így a használatra vonatkozó engedélyt ingyenessé téve. Két évvel később e találmányát a gőzmozdonyokra is alkalmazta, mivel 1826. június 7-én Marc Seguin a testvéreivel és Édouard Biot akadémikussal együtt megkapta a Saint-Étienne és Lyon közötti vasútvonalra vonatkozó szerződést.

### A Saint-Étienne és Lyon közötti vasútvonal
„És amikor az ember közvetlen energiája, anyagi ereje nem volt elegendő munkája elvégzéséhez és a fejlődésben való kitartásához; amikor úgy tűnt, hogy akarata megtörik a leküzdhetetlen akadályokon, íme, egy párává illanó vízcsepp jött, hogy pótolja gyengeségét, és olyan erőt teremtsen számára, amelynek mértékét még nem tudtuk felmérni, és talán még sokáig nem is fogjuk tudni. ”

– Marc Seguin, De l'Influence des chemins de fer et de l'art de les tracer et de les construire, 1839.

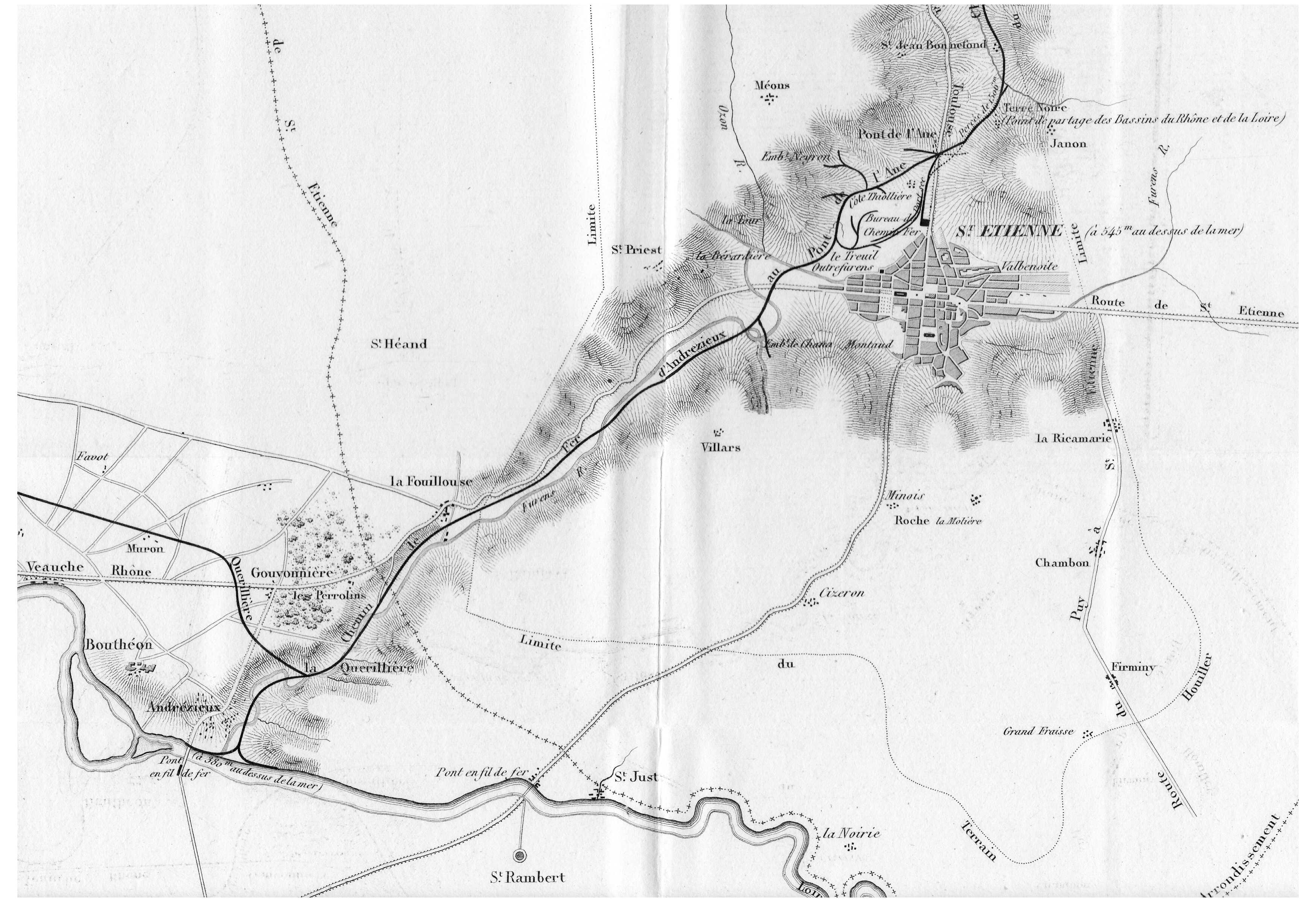
A Saint-Étienne – Andrézieux vonal

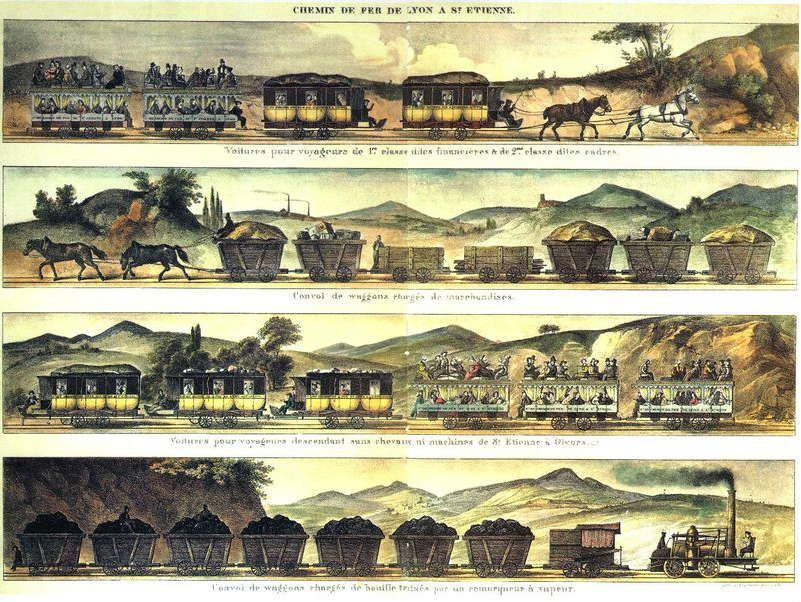
A Saint-Étienne vasútvonal (Lyon) 1. lóvontatású személyvonat, 2. tehervonat a lovas vontatásban, 3. lejtőn lefelé haladó, vontatás nélküli személyvonat, 4. szénszállító, amelyet egy 1835-ös, első típusú mozdony húz

Franciaországban a bányavasutak létezése még ismeretlen volt, míg Nagy-Britannia szénvidékein már régóta használták őket. Louis-Antoine Beaunier bányamérnök csak 1823-ban kapott engedélyt arra, hogy a Loire menti szénszállításhoz vassíneket építsen Saint-Étienne-től Andrézieux-ig, de a vontatás eszköze továbbra is a lóerő maradt. A Loire-hoz érve a szenet a folyóra rakták, és a Nivernais régióba vagy Párizsba szállították.
1825-től Marc Seguin meggyőződve a vasúti közlekedésben rejlő lehetőségekről, nagy érdeklődést tanúsított az angol tapasztalatok iránt, ezért ez évben Pierre François de Montgolfier-vel és egyik testvérével együtt Angliába utazott; kapcsolatba lépett George Stephensonnal és több más angol építővel, és meglátogatta az akkor épülő első, Darlington és Stockton közötti Stockton–Darlington-vasútvonalat.
Franciaországban Marc Seguinnek egy részletes tanulmány segítségével sikerült meggyőznie az akkori pénzügyminisztert, Jean-Baptiste de Villèle-t, hogy engedélyezze a Saint-Étienne-től Lyonig tartó 56 kilométeres vonal megépítését.
X. Károly király június 7-én kelt 182688. számú rendeletével a vonal építésére az engedélyt a Seguin testvéreknek, valamint Édouard Biot akadémikusnak adta, és 1827. március 7-én megalakult a „Société Anonyme du Chemin de Fer de Saint-Étienne à Lyon”.
A természeti akadályok ellenére Marc Seguin elkészítette a vonal terveit és útvonalát, amelyet 1827. július 4-én királyi rendelet hagyott jóvá. A vasúttársaság mintegy kilencszáz telket vásárolt meg, amelyek a vonal megépítéséhez szükségesek voltak, gyakran nehéz feltételek mellett, ugyanis ekkor még nem létezett a kisajátítási törvény (csak 1833-ban született meg). Ennek hiányában nagy tárgyalókészség szükségeltetett, hogy meggyőzze a telektulajdonosokat, s egy ízben csak a csodával határos módon menekült meg attól, hogy egy gazda, akinek a házába a tervek felmérése céljából lépett be, lelője.
Az első tervek szerint a vasútvonalat Givors után a Rhône bal partján vezették volna annak kedvezőbb geológiai adottságai miatt, a givors-i vállalkozók tiltakozására azonban az útvonalat a jobb parton folytatták. A hajóútvonal és a vasúti állomás közötti kapcsolat megteremtésére egy hatalmas kikötőt építettek Givorsban, amely így a Rhône-folyón történő szállítmányozásban elsőrendű csomóponttá és aktív ipari várossá vált.
Marc Seguin ezután a vasútvonal vezetésének érdekében hidakat és alagutakat építtetett (nevezetesen a La Mulatière-i hidat, majd 1827 és 1830 között egy 977 méteres első alagutat Couzon és Rive-de-Gier között, egy második, mintegy 400 méteres alagutat pedig 1831-ben Lyonba érkezve, a La Mulatière-i alagutat, amely összhangban volt az új híddal, és egy utolsó, 1506 méteres alagutat, a kor legambiciózusabb és leghosszabb alagútját, a Terrenoire-i egyvágányú alagutat, amely 1832-ben készült el.
A bányákban szokásos, kőtömbökre fektetett öntöttvas sínek helyett Seguin a fából készült talpfákra rögzített vassíneket választotta.
Az első elkészült vonalszakasz a Givors és Rive-de-Gier közötti volt, amelyet 1830. június 28-án nyitottak meg az áruszállítás számára, és néhány hónapig lovakkal vontatták. 1831 elején a Seguin mozdony (amely kialakítása után 1829. október 1-jén tette meg első útját) másfél óra alatt 24–28 üres kocsit vagy 7 darab 21 tonnával megrakott kocsit vontatott Givorsból Rive-de-Gierbe.
1832. április 3-ától az elkészült Lyon és Givors közötti szakaszt csak áruszállításra használták, majd szalmán ülve néhány utast is fogadtak.
Az utolsó, Rive-de-Gier és Saint-Étienne közötti szakaszt 1832. október 1-jén nyitották meg egyelőre csak az utasok számára, majd néhány hónappal később, 1833. február 25-én az áruk (szén) szállítása számára is.
1833. április 4-én felavatás nélkül nyitották meg az összeköttetést teljes egészében.
A fuvarozó és postakocsis szakma összefogott a vonal üzemeltetése, a konkurencia ellen: a vonatokat kisiklatták, a kazánokat felrobbantották, a kocsikat felgyújtották (ami akkoriban könnyű volt, mert az utasok nagyobb kényelme érdekében szalmával bélelték ki őket stb.) Ezzel szemben az utazók a Seguin Company által a nagyobb kényelem érdekében szövettel borított üléshuzatokból emlékül mellényeknek való darabokat vágtak, az ablakok bőrszíjszigeteléséből nadrágtartót készítettek.
1832-ben a Saint-Étienne és Lyon közötti vasútvonal volt az első Franciaországban, amelyen gőzmozdonyok vontatásával kísérleteztek, és amelyet a személyszállítás mellett az árufuvarozás számára is megnyitottak. Öt évvel később, 1837. augusztus 24-én adták át a Paris-Saint-Lazare és Saint-Germain-en-Laye közötti vonalat, amelyet elsőként már kizárólag személyszállításra terveztek, és gőzmozdonyokkal üzemeltettek.
Marc Seguin a De l'Influence des chemins de fer et de l'art de les tracer et de les construire című 1839-ben megjelent könyvében tette közzé a vasútépítéssel kapcsolatos tapasztalatait, észrevételeit, amelynek újabb kiadása 1887-ben látott napvilágot.

### Vasút: Párizs (bal part) – Versailles (1836–1840)

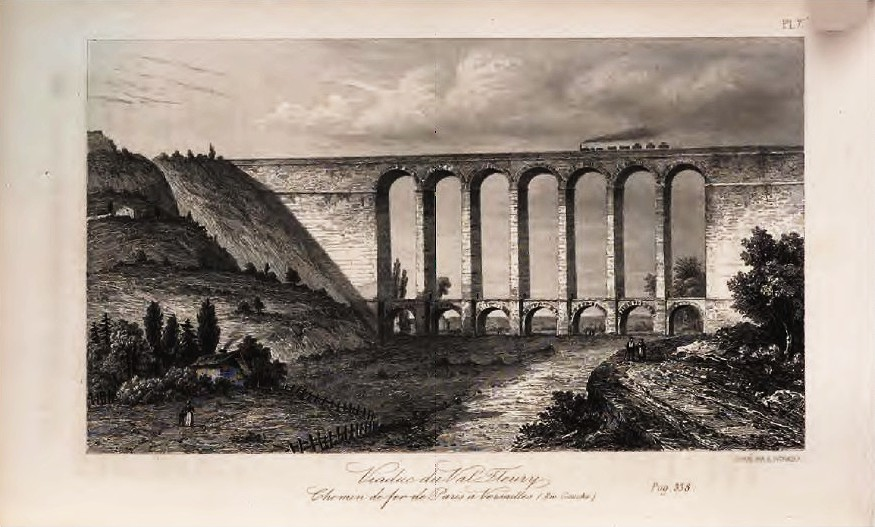
A Meudon-i viadukt 1840 körül

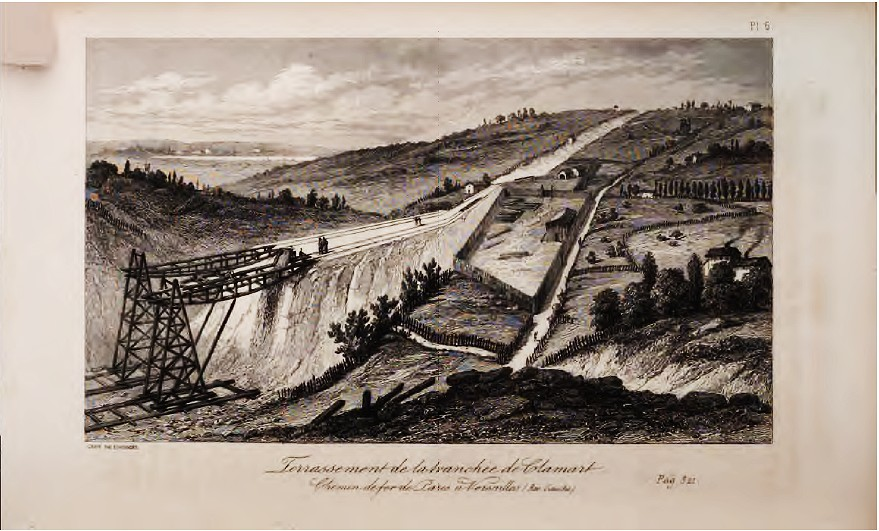
Földmunka a Clamart-ároknál, 1839 körül

A Saint-Étienne–Lyon vasútvonal építése során felmerült nehézségek ellenére Marc Seguin 51 évesen, 1837-ben egy másik gigantikus vállalkozásba kezdett, a Párizs bal partját Versailles-jal összekötő új vasútvonal építésébe, melyet az első elképzelés szerint egyetlen körülbelül 35 kilométeres útvonallal oldottak volna meg. Anyagi és szakmai érdekeltségek miatt a közmunkaügyi minisztérium az állami mérnökökkel a jobb parton a Saint-Germain-en-Laye-i vonalhoz csatlakozó projektet tanulmányoztatta, a parlamenti bizottság viszont a bal parton való vonalvezetést támogatta. Tárgyalások után Hippolyte Passy miniszter, a Kereskedelmi és Közmunkaügyi Minisztérium államtitkára beleegyezett a két vonal létrehozásába, az egyik a jobb, a másik a bal parton, és mindkét kamara megszavazta a törvényt, amelyet Lajos Fülöp király 1836. július 9-én hirdetett ki.
A bal parti vasútprojektet végül Fould bankár finanszírozta, a Seguin testvérek csak alvállalkozóként és valószínűleg a műszaki vezetésben működtek közre. Ennek a vasútvonalnak az építése a kor egyik legdrágább beruházása volt, s ennek fő oka a geológiai adottság: az erősen agyagos terep, amely különleges szerkezeteket és a lejtők szabályozását igényelte, de a többletkiadások a nagy mennyiségű földmunka-, földkiemelési igények rendkívüli, kilométerenként 72 000 m³-re becsült mennyiségéből is adódtak. A vonalat 1840. szeptember 10-én adták át, míg a jobb parti vonal már az előző évtől működött. A két vonal versenyben állt, és a bal parti szenvedett jobban ettől a helyzettől, forgalmi bevétele 1/3-dal alacsonyabb volt, amit súlyosbított az 1842. május 8-án történt Meudoni vasúti katasztrófa, amely több áldozatot követelt. A később megépült Chartres-i vonal, amelyet utóbb Rennes-ig meghosszabbítottak, s amelyhez csatlakozott, növelte a „Versailles (bal parti) vasút” értékét. Végül a két vasút egyetlen társasággá egyesülése véget vetett a versenyüknek.
Ez a vállalkozás Marc Seguin számára korábbi csalódásait is felülmúlta, ugyanis jelentős vagyoni veszteséget okozott, annak ellenére, hogy a társaság ellen indított perben 800 000 frank kártérítést ítéltek meg számára az előre nem látható munkálatok többletköltségei miatt.

## Művei (válogatás)

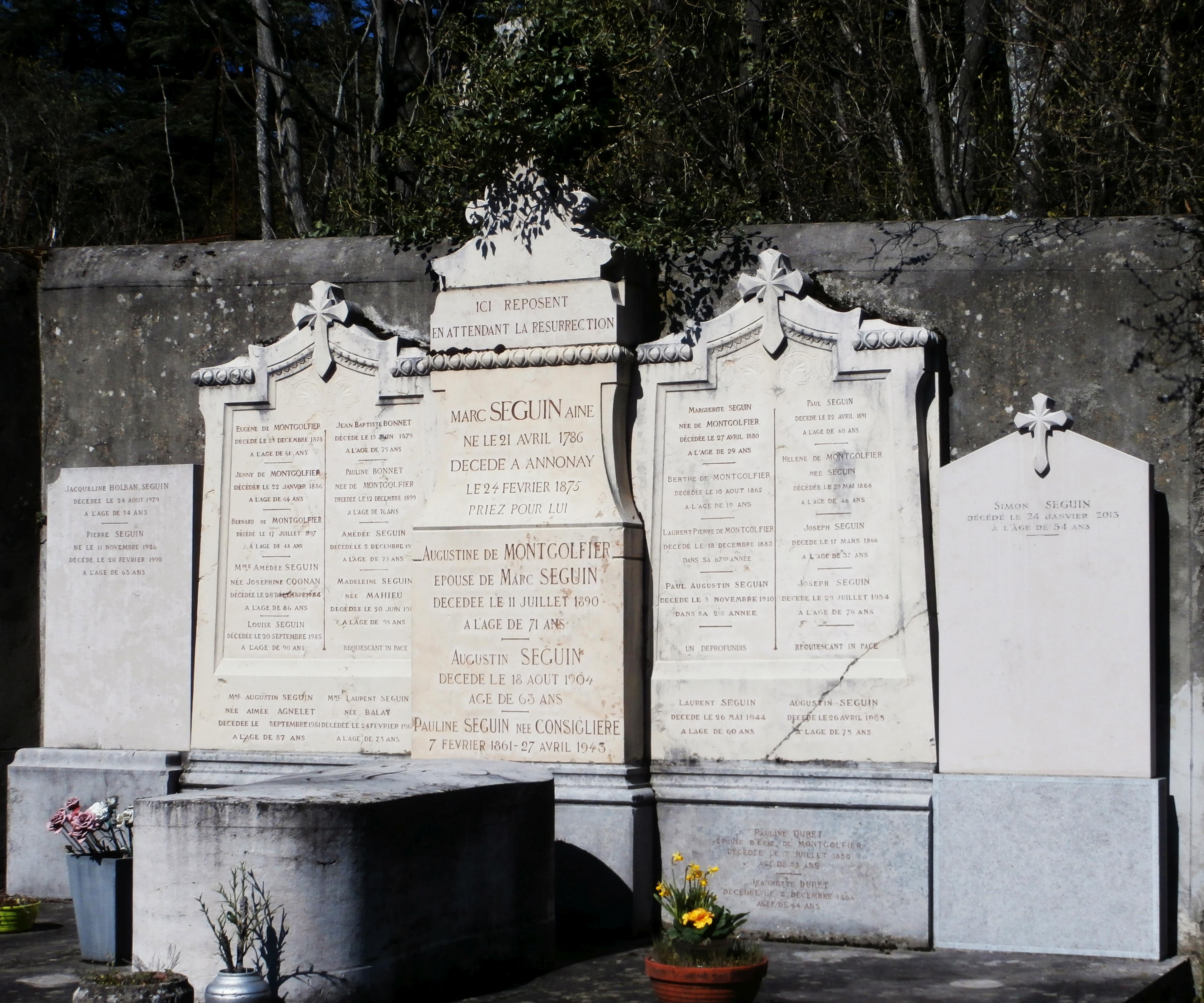
A Seguin és a Montgolfier család sírja Annonay-ben

Száznál több általa írt, vagy róla szóló kötet, cikk található a WorldCat oldalon.
8 önálló műve érhető el online a Gallica oldalán.
1. Des ponts en fil de fer. (franciául) Párizs: Bachelier. 1824.   1–104. o. Hozzáférés: 2022. július 19.
2. Des ponts en fil de fer. (franciául) Seconde édition. Párizs: Bachelier. 1826.   1–115. o. Hozzáférés: 2022. július 19.
3. Mémoire sur la navigation à vapeur: Lu à l'Institut le 16 décembre 1826. (franciául) Párizs: Bachelier. 1828.   1–29. o. Hozzáférés: 2022. július 19.
4. De l'Influence des chemins de fer et de l'art de les tracer et de les construire. (franciául) Párizs: Carilian-Gœury et V. Dalmont. 1839.   1–501. o. Hozzáférés: 2022. július 19.
5. Note à l'appui de l'opinion émise par M. Joule sur l'identité du mouvement et du calorique. (franciául) Párizs: Bachelier. 1847.   1−420. o. = Comptes rendus hebdomadaires des séances de l'Académie des sciences / publiés... par MM. les secrétaires perpétuels,  25. Hozzáférés: 2022. július 19.
6. Considérations sur les causes de la cohésion envisagées comme une des conséquences de l'attraction Newtonienne et résultats qui s'en déduisent pour expliquer les phénomènes de la nature. (franciául) Párizs: Mallet-Bachelier. 1855.   1–55. o. Hozzáférés: 2022. július 19.
7. Mémoire sur l'origine et la propagation de la force. (franciául) Párizs: Mallet-Bachelier. 1857.   1–57. o. Hozzáférés: 2022. július 19.
8. Mémoire sur un nouveau système de moteur fonctionnant toujours avec la même vapeur à laquelle on restitue à chaque coup de piston la chaleur qu'elle a perdue en produisant l'effet mécanique. (franciául) Párizs: Mallet-Bachelier. 1861.   1–17. o. Hozzáférés: 2022. július 19.
9. Considérations sur les lois qui président à l'accomplissement des phénomènes naturels rapportés à l'attraction newtonienne et basées sur la synthèse des actions moléculaires exposée dans les mémoires publiés jusqu'ici. (franciául) Párizs: A. Tramblay. 1861.   1–90. o. Hozzáférés: 2022. július 19.
10. Mémoire sur les causes et sur les effets de la chaleur, de la lumière et de l'électricité. (franciául) Párizs: A. Tramblay. 1865.   1–113. o. Hozzáférés: 2022. július 19.
11. De l'Influence des chemins de fer et de l'art de les tracer et de les construire. (franciául) Az 1839. évi újra kiadása. Lyon: Pitrat aîné. 1887.   1–345. o. Hozzáférés: 2022. július 19.

## A Marc Seguin és testvérei által alapított vállalatok
- Seguin & Compagnie – 1796–1833[73]
- Seguin, Montgolfier & Compagnie – 1820[74]

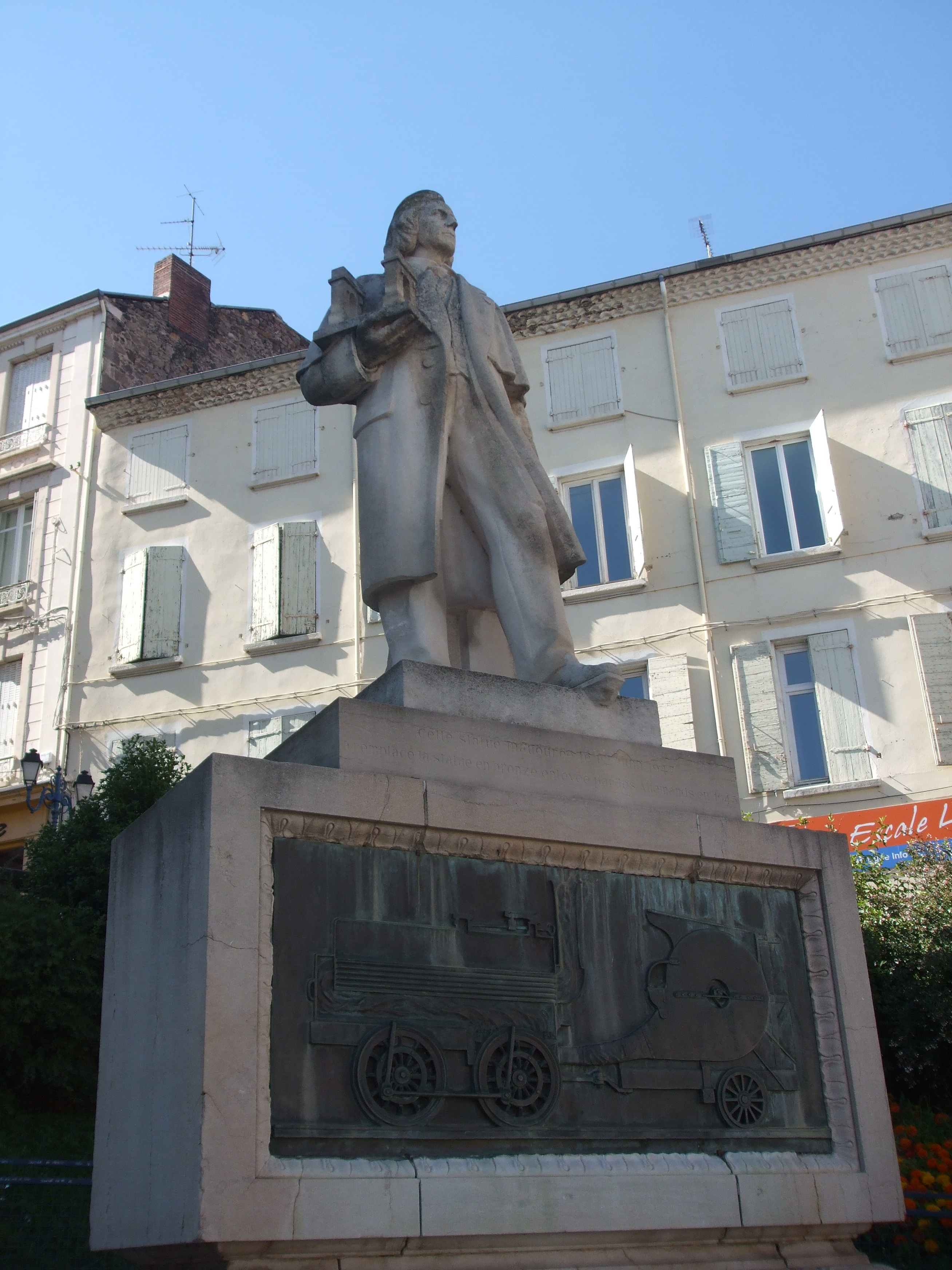
Szobra Annonay-ben

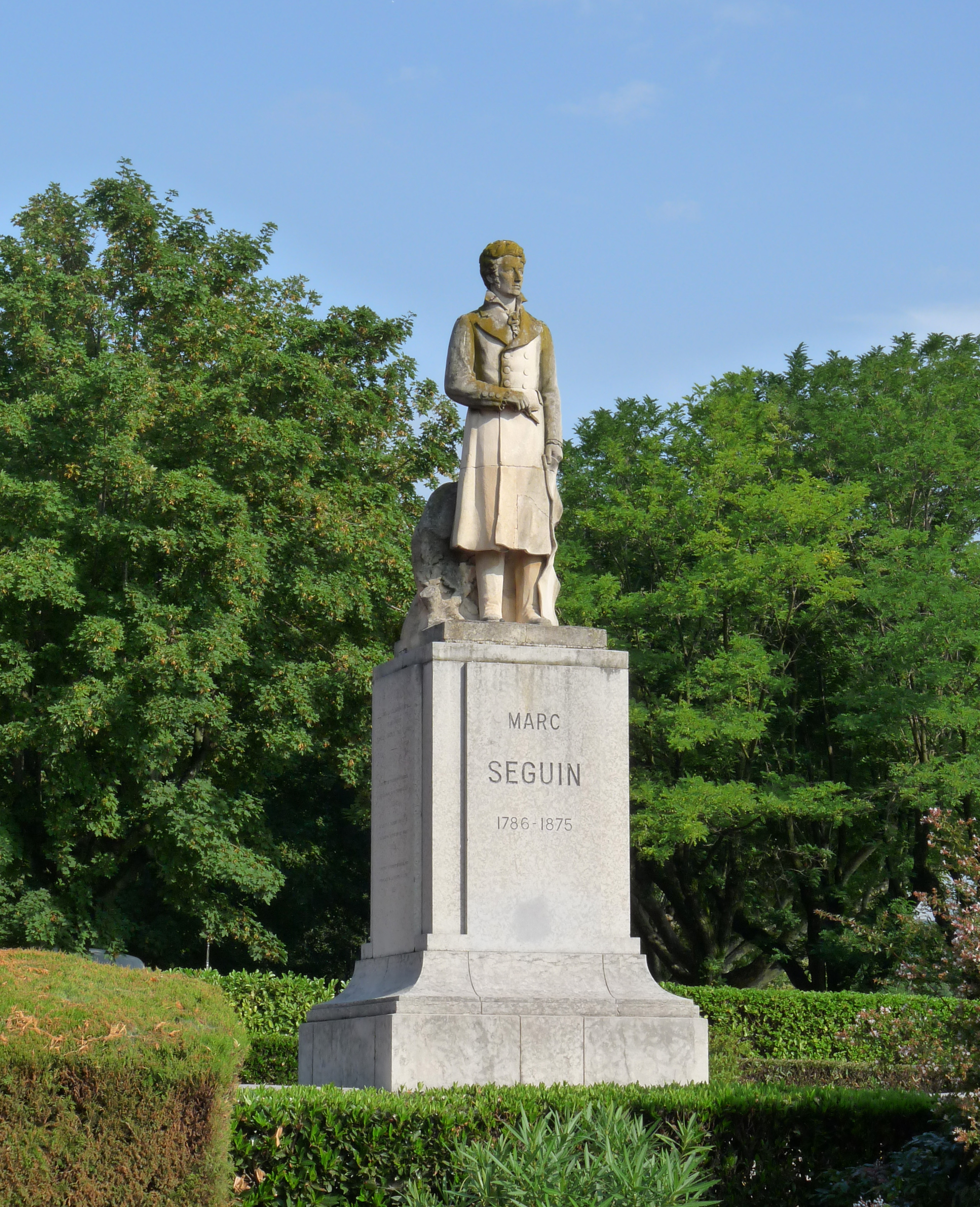
Szobra Tournon-sur-Rhône-ban

- Compagnie Jules Seguin – 1825–1834[75]
- Seguin Montgolfier d'Ayme & Compagnie – 1825–1828[76]
- Compagnie Chemin de fer Saint-Étienne-Lyon – 1827–1857[77]
- Seguin frères – 1834–1840[78]
- Groupe Polonceau–Seguin – 1838[79]
- Compagnie des ponts Napoléon – 1845[80]
- Société des ponts à péage – 1860. Ez a vállalat az 1836−1845 közötti időszakban létrehozott 12 hídépítő vállalat, köztük a Seguin frères egyesüléséből jött létre, és a vámköteles hidak ügyvezetését, kezelését is ellátta.[81]
- Compagnie des mines de la Loire, 1830 körül. Bányászati profilú vállalkozás.[82]

## Emlékezete
- Az ő neve is szerepel az Eiffel-toronyra felvésett 72 tudósé között.
- Marc Seguin szobra és a nagyszerű találmányainak emléket állító emléktábla díszíti a Conservatoire national des arts et métiers bejáratát.
- Franciaországban számos közterület (sugárút, utca, tér, sikátor, zsákutca) viseli a nevét.
- Iskolák, sportkomplexum választották elnevezésül az ő nevét.
- Annonayban a César Filhol Városi Múzeum bőven bemutatja munkásságát, valamint Tournonban a Musée-Château du Rhône-ban is állandó kiállításban emlékeznek meg róla.
- 1986. február 22-én, születésének kétszázadik évfordulóján külön ünnepi bélyeget bocsátottak ki emlékére.[83]

## Fordítás
Ez a szócikk részben vagy egészben  a   Marc Seguin című francia Wikipédia-szócikk ezen változatának fordításán alapul.  Az eredeti cikk szerkesztőit annak laptörténete sorolja fel. Ez a jelzés csupán a megfogalmazás eredetét és a szerzői jogokat jelzi, nem szolgál a cikkben szereplő információk forrásmegjelöléseként.